# ميتسورو أوغاتا
ميتسورو أوغاتا (小形満 أوغاتا ميتسورو) هو مؤدي أصوات ياباني ولد في 24 مارس 1961 في محافظة آوموري.

## أدواره في الأنمي

### مسلسلات أنمي تلفزيونية
- بوكيمون - غراولي، زاتو
- بوكيمون إكس/واي - ويستون
- بطولات أرسلان - هسراب
- بلاك كات - لاكدول
- معرض الفن المزيف - موريتي
- تشيهايافورو - يوشيوكا
- تشيهايافورو 2 - يوشيوكا
- ما زلنا لا نعرف اسم الزهرة التي رأيناها ذلك اليوم - أتسوشي يادومي
- كوبرا ذي أنيميشن - جيم
- ستاينز;غيت - دكتور ناكاباتشي
- حكايات أشباح المدرسة - سائق الحافلة
- ماكروس دلتا - بيلغار ستون (الصوت الثاني)

### أفلام أنمي
- أكاديميتي للأبطال ذا موفي: البطلين - سامويل أبراهام
- فيلم بوكيمون الأول: ثأر ميوتو - دراغونايت

## أدواره في ألعاب الفيديو
- كينغدوم هارتس II - فجلة

## أدواره في الدراما الصوتية
- مذكرات العطارة - جوين

## أدواره في الدبلجة اليابانية
- قصص بطوطية (2017) - دهب مكبط

## وصلات خارجية
- ميتسورو أوغاتا على موقع IMDb (الإنجليزية)
- ميتسورو أوغاتا على موقع قاعدة بيانات الفيلم (الإنجليزية)
- ميتسورو أوغاتا على موقع كينوبويسك (الروسية)
- ميتسورو أوغاتا على موقع ANN person (الإنجليزية)